# Gyrognatha
Gyrognatha từng là một chi bướm đêm thuộc họ Noctuidae, hiện tại được coi là đồng nghĩa của Carmara.